# Change (In the House of Flies)
«Change (In the House of Flies)» — перший сингл американського метал-гурту Deftones з їхнього третього студійного альбому White Pony. Випущений у травні 2000 року. Пісня зайняла третє місце в чарті Billboard і 53-є в UK Singles Chart.

## Кліп
У кліпі гурт грає на вечірці, де всі люди носять маски тварин.

## Список композицій
| #  | Назва                            | Автор    | Тривалість |
| -- | -------------------------------- | -------- | ---------- |
| 1. | «Change (In the House of Flies)» | Deftones | 4:58       |
| 2. | «Crenshaw»                       | Deftones | 4:49       |
| 3. | «No Ordinary Love» (кавер Sade)  |          | 5:32       |